# Uttar Pradesh
L'Uttar Pradesh (abbreviato U.P.; in hindī उत्तर प्रदेश, IAST: Uttara Pradeśa, in urdu اتر پردیش‎?, ˈʊt̪t̪ər prəˈd̪eːʃ, lett. "provincia del nord") è uno Stato federato dell'India settentrionale. È il quinto Stato per estensione dell'India e il più popolato, che ne fa la più popolata unità amministrativa di primo livello nel mondo, superata in questo da soli cinque Stati nazionali.

## Geografia fisica
L'Uttar Pradesh confina a nord-ovest con l'Himachal Pradesh, a nord ha un confine internazionale con il Nepal, a nord-ovest confina con l'Uttarakhand, a est con il Bihar, a sud e a sud-est con il Madhya Pradesh, a sud-ovest con il Rajasthan e a ovest con l'Haryana e il territorio di Delhi.
Il territorio era interessato nella parte settentrionale dalla catena himalayana, ma questo territorio montuoso è stato quasi completamente incluso nel nuovo Stato di Uttarakhand nato nel 2000. Cosicché il territorio rimasto è quasi interamente pianeggiante, drenato dal fiume Gange e dai suoi affluenti, ed è costituito da fertili suoli alluvionali.
Uno dei principali affluenti del Gange è l'Yamuna, che dopo aver bagnato Mathura e Agra, confluisce nel Gange a Prayagraj. Il Gange a monte di Prayagraj bagna tra le altre la città di Kanpur, la più grande dello Stato, e a valle Varanasi, città sacra agli indù. La capitale dello Stato è Lucknow, posta al centro dello Stato, sul fiume Gomti. Il Gomti bagna anche Moradabad e Jaunpur prima di confluire nel Gange.

### Città
(Fonte: censimento 2001)
| Città         | Popolazione |
| ------------- | ----------- |
| Kanpur        | 2.532.138   |
| Lucknow       | 2.207.340   |
| Agra          | 1.259.979   |
| Varanasi      | 1.100.748   |
| Meerut        | 1.074.229   |
| Prayagraj     | 990.298     |
| Ghaziabad     | 968.521     |
| Bareilly      | 699.839     |
| Aligarh       | 667.732     |
| Moradabad     | 641.240     |
| Gorakhpur     | 738.591     |
| Saharanpur    | 452.925     |
| Jhansi        | 383.248     |
| Muzaffarnagar | 316.452     |
| Mathura       | 299.000     |
| Noida         | 298.000     |
| Shahjahanpur  | 297.780     |

## Storia

L'interno del Sikandra Bagh alla periferia di Lucknow nel 1858 dopo il massacro di circa 2000 sepoy che si erano ribellati ai britannici col cosiddetto Mutiny l'anno precedente

Le origini dell'attuale Stato sono da rintracciare nella Bengal Presidency istituita dai britannici. Nel 1833 dalla Bengal Presidency fu staccata la Presidency of Agra. Nel 1902 fu istituita l'unità amministrativa delle United Provinces of Agra and Oudh il cui nome fu in seguito ridotto a United Provinces.
Nel 1920 la capitale fu trasferita da Prayagraj a Lucknow anche se alcune funzioni amministrative e giudiziarie sono tuttora esercitate da Prayagraj. Nel 1947 in seguito all'indipendenza gli Stati di Banares, Tehri-Garwhal e Rampur furono uniti alle United Provinces che nel 1950 assunsero il nome di Uttar Pradesh, che significa "provincia settentrionale".
Nel 2000 la parte himalayana dello Stato è divenuta un nuovo Stato federale, denominato Uttaranchal (che significa "la parte settentrionale dello Stato"). Dal 2011, ospita il Gran Premio d'India di Formula 1 su un circuito costruito a Greater Noida.

## Società

### Lingue
La lingua parlata nella parte occidentale dello Stato, denominata Khadiboli, è la base della lingua hindi. Oltre lo hindi nelle aree urbane è diffuso l'urdu che è lingua ufficiale dello Stato, accanto all’hindi.

## Geografia antropica

### Suddivisioni amministrative

DIvisioni dell'Uttar Pradesh

L'Uttar Pradesh è suddiviso in 76 distretti raggruppati in 19 divisioni geografiche: Agra, Aligarh, Prayagraj, Azamgarh, Bahraich, Bareilly, Basti, Chitrakoot, Faizabad, Gonda, Gorakhpur, Jhansi, Kanpur, Lucknow, Meerut, Mirzapur, Moradabad, Saharanpur e Varanasi.